# Kazanskij rajon (Oblast' di Tjumen')
Il Kazanskij rajon (in russo Казанский район?) è un rajon dell'Oblast' di Tjumen', nella Russia asiatica; il capoluogo è Kazanskoe. Istituito nel 1931, ricopre una superficie di 3.100 chilometri quadrati ed ospitava nel 2010 una popolazione di circa 22.000 abitanti.